# Unplugged in Boston
Unplugged in Boston är ett akustiskt livealbum av metal-bandet Megadeth. Albumet utgavs 2006 och endast för medlemmar av bandets fanclub "MegaFanClub". Albumet spelades in under ett liveframträdande av WAAF 107.3 vid Bill's Bar i Boston under den akustiska turnén "Twnah Unplugged in Boston" den 19 maj 2001.

## Låtlista[1]
1. "Dread and the Fugitive Mind"
2. "Trust"
3. "Time: The Beginning"
4. "Use the Man"
5. "Punishment Due"
6. "Almost Honest"
7. "Promises"
8. "She-Wolf"
9. "Moto Psycho"
10. "Symphony of Destruction"